# Or Adonai
Or Adonai (en hebreo: אור אדני, en español: "La Luz del Señor") es la obra principal del rabino Hasdai Crescas (1340 - 1410), un filósofo judío. Algunos judíos prefieren usar el respetuoso título Adonai (Señor) solamente durante la oración, el libro es llamado a veces Or HaShem (en hebreo: אור השם) para evitar mencionar la palabra Adonai para referirse a Dios.

## Finalidad de la obra
A comienzos de la Edad Media, algunos filósofos racionalistas judíos tenían la tendencia de re-interpretar la teología judía clásica a la luz de la filosofía de aquella época, específicamente del racionalismo neo-aristotélico. Este fue el ideario de los filósofos racionalistas judíos como Saadia Gaon, Maimónides (quien fue influenciado a su vez por Avicena) y Gersónides (quien fue influenciado por Averroes). En opinión de Crescas, este punto de vista a menudo conducía a conclusiones erróneas y amenazaba con borrar el carácter distintivo de la religión judía. Sintió que este programa reducía los contenidos doctrinales del judaísmo a un sustituto de los conceptos aristotélicos.
Crescas no oculta su propósito de reivindicar el pensamiento judío clásico contra el racionalismo de Maimónides y Guersónides. De estos dos, los primeros se habían esforzado especialmente por armonizar la revelación y la fe con la filosofía. Si bien, en aquellos casos en los que no se pudo establecer esta armonía, Maimónides se negó a seguir a Aristóteles y excluir a Moisés, sus sucesores parecían empeñados en seguir el camino opuesto. Para ellos el racionalismo filosófico era superior al pensamiento religioso clásico.
Crescas conoció a los racionalistas medievales como un filósofo que reconoció el derecho de la especulación filosófica. No estaba de acuerdo con aquellos teólogos cristianos y musulmanes que en sus especulaciones eran defensores de una doble verdad, una para el teólogo y otra para el filósofo, la primera no reconocible por el hombre natural, porque es sobrenatural e irracional, la segunda abierta a la inteligencia del hombre natural.
Crescas intentó demostrar que el racionalismo aristotélico estaba lejos de ser infalible. En esto, es un precursor de Baruj Spinoza. Crescas deplora el hecho de que Maimónides, cuya erudición y honestidad él admira, pareciera hacer de la filosofía griega la base de la doctrina judía.
Después de intentar demostrar la insostenibilidad de las proposiciones aristotélicas, Crescas intentó establecer las raíces y las piedras angulares sobre las cuales se apoya la Torá y la religión judía.
Crescas no denuncia a los herejes, sino que expone la debilidad del terreno sobre el que descansan aquellos puntos de vista que él considera heterodoxos. Él desea exponer los contenidos del judaísmo y las limitaciones con respecto al alcance de la filosofía. Su libro comprende cuatro divisiones principales, subdivididas en capítulos llamados ("perakim"): el primer tratamiento del fundamento de toda creencia: la existencia de Dios; la segunda, de las doctrinas fundamentales de la fe; la tercera, de otras doctrinas que, aunque no son fundamentales, son vinculantes para todos los adherentes al judaísmo; la cuarta, de doctrinas que, aunque tradicionales, carecen de carácter obligatorio, y están abiertas a la construcción filosófica.

## La primera causa
La primera división principal se abre con una crítica completa de las 25 proposiciones aristotélicas ("hakdamot") que Maimónides acepta como axiomáticas, y con las cuales construye su idea de Dios.
En la primera sección presenta todas las demostraciones de estos teoremas, especialmente las aducidas por Tabrizi, en la segunda, muestra la insuficiencia de muchas de esas proposiciones ontológicas y físicas, y por lo tanto destruye las pruebas de Maimónides sobre su concepto de Dios. Crescas, admitiendo que la existencia de una primera causa es susceptible de una prueba filosófica, pero solo por contingencia (rechaza la suposición aristotélica de que una cadena infinita de causas es impensable; es decir, la primera causa de todo lo que debe considerarse como existente), sostiene que la filosofía es incompetente para probar la unidad absoluta de Dios, como lo hace Ghazzali.
La primera causa puede interpretarse filosóficamente como simple, ya que si fuera compuesta, habría que suponer otra para la composición. Aun así, esto no requeriría la posición de la unidad de Dios. Otras deidades podrían tener otras funciones, incluso si se pensara que nuestro Dios es omnipotente. Por lo tanto, solo la revelación es competente para establecer la unidad de Dios. Sin la oración del Shemá Israel ("Oye, oh Israel"), la filosofía no puede ser una guía confiable.
Crescas introduce un nuevo elemento en su idea de Dios. Sus predecesores sostuvieron que la felicidad más alta de Dios, la esencia divina, era el propio conocimiento de Dios. Crescas rechaza esto como inadecuado y postula, en cambio, el amor de Dios, siempre intentando comunicarse y hacer el bien. Argumenta contra Maimónides por la admisibilidad de los atributos divinos. Desde el punto de vista subjetivo humano, los atributos pueden aparentar diferencias en Dios; pero esto no significa que lo hagan objetivamente en Dios. En Dios, en lo absolutamente bueno, se fusionan como una unidad idéntica. Los predicados, especialmente de importancia sólo lógica o conceptual, son incompetentes para causar una multiplicidad o una composición real.

## Seis doctrinas fundamentales
En la segunda división, Crescas enumera seis doctrinas fundamentales como presupuestas por la religión revelada, sin las cuales él cree que el judaísmo caerá: la omnisciencia, la providencia y la omnipotencia de Dios; la creencia en la profecía, el libre albedrío, y que el Mundo fue creado con un propósito.
La omnisciencia de Dios abarca a todos los innumerables seres individuales; Dios tiene conocimiento de lo que aún no existe; Dios sabe qué sucederá con todas las posibilidades, aunque así no se altera la naturaleza de lo posible. El conocimiento de Dios es diferente al del hombre: las inferencias de uno a otro no son válidas. (Aquí se pone del lado de Maimónides contra Gersónides.)
La providencia de Dios abarca directa e indirectamente a todas las especies e individuos. Se premia y castiga, especialmente en el más allá. Crescas rechaza las teorías de Maimónides y Gersónides sobre este punto. El amor, no el conocimiento intelectual, es el vínculo entre Dios y el hombre. Del amor de Dios procede solo lo que es bueno, y el castigo también es inherentemente bueno. La omnipotencia de Dios no es meramente infinita en el tiempo, sino también en intensidad.
La Revelación y la Creación lo dejan claro. La ley natural no es una limitación para Dios, pero lo irracional no prueba ni la omnipotencia de Dios ni su falta de poder; es decir, Dios actúa razonablemente.
La profecía es el más alto grado de la mentalidad humana. Maimónides lo hace dependiente de ciertas condiciones. Aunque Crescas admite esto, se diferencia de Maimónides en que no admitirá la negativa del don profético cuando se cumplan estas condiciones. La conexión y la comunión con Dios no se producen por el conocimiento, sino por el amor y la reverencia, llevándonos a Dios si guardamos sus mandamientos.
Muy extensa es la presentación de Crescas sobre la libertad de la voluntad. Se inclina hacia su rechazo, en todo caso, a su limitación. La ley de la causalidad es tan generalizada que la conducta humana no puede retirarse de sus operaciones. Además, la omnisciencia de Dios anticipa nuestras resoluciones. Pero la Torá enseña la libertad de elección y presupone nuestra autodeterminación. De este modo, concluye que la voluntad humana es libre en ciertos aspectos, pero determinada en otros. La voluntad opera como un agente libre cuando se considera solo, pero cuando se considera en relación con la causa remota, actúa por necesidad. La voluntad opera en libertad, tanto en sí misma como en relación con la causa provocadora, pero está vinculada si se analiza con referencia a la divina omnisciencia. El hombre se siente libre, por lo tanto él es responsable y debe ser recompensado o castigado. El sentimiento que lo acompaña, la disposición, o el rechazo a actuar, hace que el hecho sea nuestro.

## Propósito del mundo
Maimónides rechazó como inútil e injustificada toda investigación sobre el propósito último del Mundo. Crescas postula un propósito final y asume que es la felicidad del alma. En esta vida, el alma se esfuerza intensamente por conseguir la unión con lo divino. Las leyes de la Torá ayudan a darse cuenta de esto, el anhelo del alma nunca permanece inactivo. Después de la muerte, el alma entrará en mayores posibilidades de amor, en la existencia superior. Antiguos pensadores hicieron que la inmortalidad dependiera del conocimiento. Esto es contrario a las enseñanzas religiosas, y también es absolutamente irrazonable. El amor otorga al alma una felicidad eterna en el más allá, y la comunión con Dios es consecuencia de ello.
"El alma es la forma y la esencia del hombre, una sustancia espiritual sutil, capacitada para el conocimiento, pero en su sustancia aún no es consciente".
Según esta definición, Crescas intenta establecer la independencia del conocimiento del alma. El conocimiento no produce el alma. La máxima perfección del hombre no se alcanza a través del conocimiento, sino principalmente a través del amor, la tendencia y el anhelo de ser la fuente de todo bien. El último propósito del hombre, su mayor bien, es el amor, manifestado en obediencia a las leyes de Dios. El propósito más alto de Dios es hacer que el hombre participe en la felicidad eterna del Mundo venidero.
La tercera división principal dedica mucha atención a las teorías relativas a la Creación. Sea cual sea la teoría, sin embargo, se acepta, la creencia en los milagros y la revelación no se ve afectada. La tradición religiosa está a favor de la suposición de que el Mundo y la materia son creados, y el razonamiento opuesto de Guersónides es tan inconcluso, que Crescas considera la negación de la Creación como heterodoxa. La inmortalidad, el castigo, la recompensa, la resurrección (un milagro, pero no irracional), la irrevocabilidad y la obligación eterna de la ley, la creencia en Urim y Tumim, y en la redención mesiánica, son los otros principios tratados como doctrinas que deben aceptarse, pero que no son básicos estrictamente hablando.
En la cuarta división, 13 opiniones se enumeran como abiertas a decisiones especulativas, entre ellas las preguntas concernientes a la disolución del Mundo. (Crescas sostiene que la Tierra pasará, mientras que los cielos perdurarán.) ¿Ha habido otros mundos además del nuestro? ¿Están los planetas dotados de alma y razón? ¿Tienen algún significado los amuletos y los encantamientos? ¿Qué son los demonios? ¿Qué es la metempsicosis?
Como oponente de Maimónides por motivos filosóficos, Crescas también estaba insatisfecho con el método del código legal de Maimónides, el Mishné Torá. Esto se debió a la ausencia de indicaciones de las fuentes, la rara mención de opiniones divergentes, y la falta de disposiciones para atender nuevos casos, debido a su negligencia en establecer unos principios generales de aplicación universal.
Si entre los judíos ejerció durante mucho tiempo solo a través de Joseph Albo una influencia perceptible, aunque fue estudiado, por ejemplo, por Isaac Abravanel, quien estaba en desacuerdo especialmente con sus teorías mesiánicas, y por Abraham Shalom en su obra "Neveh Shalom". La obra literaria de Crescas fue de primordial y fundamental importancia, por el rol que tuvo en la configuración del sistema de pensamiento de Baruj Spinoza.
La distinción de Spinoza entre los atributos y las propiedades, es idéntica a la distinción de Crescas entre los atributos adscritos subjetivamente y su realidad objetiva en Dios. La conexión entre los puntos de vista de Baruj Spinoza sobre la Creación y el libre albedrío, sobre el amor de Dios, y los puntos de vista de Hasdai Crescas, ha sido establecida por el filósofo Manuel Joël en su obra Zur Genesis der Lehre Spinoza's (Breslau, 1871).